# Współczynnik wydajności chłodniczej
Współczynnik wydajności chłodniczej (EER, z ang. energy efficiency ratio) – stosunek mocy chłodniczej do mocy pobieranej przez urządzenie chłodnicze.
W przypadku urządzenia sprężarkowego współczynnik ten jest definiowany następującym wzorem:
{\displaystyle EER_{C}={\frac {\dot {Q_{o}}}{L}}}
gdzie {\displaystyle {\dot {Q_{o}}}} – moc chłodnicza, {\displaystyle L} – moc sprężarki.
Współczynnik wydajności pompy ciepła definiowany jest natomiast jako stosunek mocy uzyskiwanej na skraplaczu {\displaystyle {\dot {Q_{s}}}} do mocy sprężarki pompy ciepła {\displaystyle L{:}}
{\displaystyle EER_{H}={\frac {\dot {Q_{s}}}{L}}={\frac {{\dot {Q_{o}}}+L}{L}}=1+EER_{C}}
Z powyższego wynika, że to samo urządzenie użyte jako pompa ciepła ma współczynnik wydajności o jeden większy niż w przypadku zastosowania go jako urządzenia chłodniczego.
Współczynnik wydajności chłodniczej (lub cieplnej, COP, z ang. coefficient of performance) jest w praktyce wyraźnie uzależniony od temperatury otoczenia. W Europie sprawdziany urządzeń grzewczych dokonywane są w przedziale temperatur 0–35 °C, stąd powyższe wyliczenia wskazują na najwyższy osiągalny współczynnik wydajności EER o wartości 8,8. Wyniki testowania najlepszych urządzeń mieszczą się w zakresie około 4,5. Tymczasem dokonując pomiarów przez cały sezon na urządzeniu, i wziąwszy pod uwagę energię konieczną np. do pompowania wody przez system rur w pompie ciepła, okresowy EER umieszcza się raczej około 3,5. Wskazuje to na możliwości poprawy systemów. Stąd też ciągłe udoskonalanie urządzeń np. przez ostatnio stosowane falowniki prądu stałego (DC invertor), sprężarki podwójne, spiralne, technika wtryskowa (injection compressors), stałe poprawianie stosowności czynnika chłodniczego itp.
Zależność pomiędzy EER a COP określa się jako
{\displaystyle EER=3{,}41214\cdot COP}
W przypadku chłodziarek im wyższą temperaturę ma powietrze odbierające ciepło od skraplacza, tym sprawność układu jest mniejsza.
W przypadku pomp ciepła im niższą temperaturę ma powietrze, od którego parownik odbiera ciepło, tym sprawność układu jest mniejsza.
W praktyce, COP pompy ciepła w przybliżeniu równy jest 0,5 COP cyklu Carnota, gdzie jako temperatury wstawia się temperatury bezwzględne górnego i dolnego źródła ciepła:
{\displaystyle COP_{H}=0{,}5{\frac {T_{s}}{T_{s}-T_{o}}}}

## Pokrewne wielkości
- SCOP (ang. seasonal coefficient of performance) – sezonowy (okresowy, średni) współczynnik efektywności energetycznej, uwzględniający typowe warunki temperaturowe podczas pracy urządzenia w danej strefie klimatycznej przez dłuższy okres (np. sezon)
- ηs – współczynnik sezonowej sprawności energetycznej ogrzewania,

{\displaystyle \eta _{s}=0{,}4\cdot SCOP}
- SPF (ang. seasonal perfomance factor) – współczynnik efektywności dla konkretnej inwestycji (doświadczalny)